# 余日章

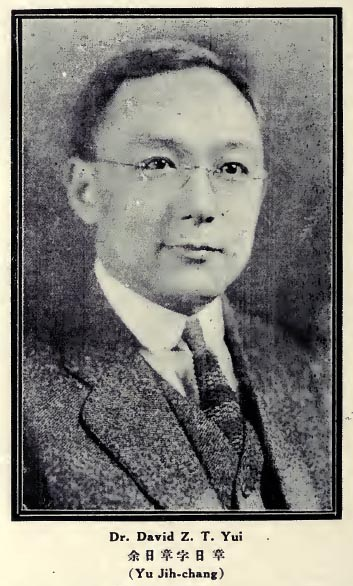
余日章

余日章（1882年10月15日—1936年1月22日），湖北武昌人，祖籍湖北蒲圻。是一位中国近代政治人物。

## 生平
1882年10月15日，余日章岀生於湖北武昌，父親余文卿是聖公會的牧師。5歲，入武昌胭脂山的蒙館開始其啓蒙教育，後轉入教會附設小學讀書。1895年，考入聖公會在武昌所創辦的文華書院。1900年，義和團運動興起，武漢亦受波及，中外教牧紛紛撤至上海避禍。經吳德施主教的安排，余日章得進上海聖約翰書院備館讀四年級。1902年，從備館畢業後進入正館。1905年，畢業，獲得文學士學位，回到武昌文華書院任教。
1908年，赴美留學，入哈佛大學攻讀教育學碩士。期間和王正廷、郭秉文和曹雲祥等基督徒學生一道發起組織了留美中國基督徒學生會，以促進北美基督徒學生之間的團契與交往。1910年，他從哈佛大學畢業，回國。應吳德施主教聘請，岀任光華大學附屬中學的校長。1911年10月，革命軍在武昌起義。在兩軍對壘期間，余日章參與組織紅十字會。武昌起義成功後，黎元洪岀任軍政府都督。應黎元洪之請，協助軍政府處理外交事宜，直到軍政府取消時為止。1912年，應教育總長蔡元培電邀赴北京參加全國教育會議。1913年，經好友王正廷推薦，余日章加入到“中國基督教青年會全國組合”工作，任講演部主任幹事。此後，他畢其生投身於青年會工作。1915年，其改名為“中國基督教青年會全國協會”，成為中國各地青年會的最高組織，領導各地區、各學校青年會的工作。
1917年，余日章繼王正廷之後，接任全國協會總幹事，並連任十二年之久。任期內，他全力推動全國各地青年工作，以實現其“人格救國”之理想。城市青年會擴增至40多處，學校青年會增至200處。此外，余日章在中華基督教續行委辦會和中華基督教協進會都擔任要職。同年，他當選為“委辦會”的副會長；1922年，中華基督教協進會成立後，他擔任首任會長，主持會務歷十年。他與另一著名教會領袖誠靜怡牧師一起，推動中國教會自立與合一運動，為對抗“非基運動”以及反基督教運動。在中共的論述中通常將余日章描述與帝國主義的走狗和反革命勢力。
1921年，參加華盛頓九國會議；1931年“九·一八事變”之後，他奉命再次赴美奔走呼號，不幸在華盛頓突患腦溢血。1933年，他返回上海繼續療養。三年後終因不治，於1936年1月22日逝世，年僅54歲。

## 延伸阅读
[在维基数据编辑]
 《游美同學錄·余日章》，出自《游美同學錄》
 《海上名人傳·余日章》，出自《海上名人傳》